# Universitatea de Științele Vieții „Ion Ionescu de la Brad” din Iași
Universitatea de Științele Vieții „Ion Ionescu de la Brad” din Iași este o universitate de stat din Iași, România.
În 2011 a fost clasificată în a doua categorie din România, cea a universităților de educație și cercetare științifică.

## Facultăți
Cele patru facultăți ale IULS Iași sunt:
- Facultatea de Agricultură
- Facultatea de Horticultură
- Facultatea de Ingineria Resurselor Animale și Alimentare
- Facultatea de Medicină Veterinară

## Cronologie
Între 1842 și 1848 - Ion Ionescu de la Brad prezintă la Academia Mihăileană din Iași primul curs superior de agricultură din România.
1905 - Senatul Universității "Al. I. Cuza" din Iași votează înființarea catedrelor de Chimie Agricolă și Chimie Tehnologică la Facultatea de Științe.
1912 - Anul de înființare a învățământului universitar agricol ieșean.
1933 - Transformarea Secției de Științe Agricole de pe lângă Universitatea din Iași, în Facultate de Științe Agricole a Universității "Al. I. Cuza" din Iași, cu sediul la Chișinău.
1937 - Facultatea de Științe Agricole de la Chișinău intră administrativ în componența Școlii Politehnice „Gheorghe Asachi” din Iași.
1938 - Facultatea de Științe Agricole își schimbă denumirea în Facultatea de Agronomie.
1940 - Facultatea de Științe Agricole de la Chișinău este reorganizată în Institutul Agricol din Chișinău.
1941 - Se înființează din nou, la Iași, Facultatea de Agronomie, în cadrul Școlii Politehnice „Gheorghe Asachi”.
1948 - Facultatea de Agronomie devine instituție independentă și reorganizată sub numele de Institutul Agronomic Iași, cu Facultatea de Agrotehnică (ulterior Agricultură).
1951 - Înființarea Facultății de Horticultură și a Facultății de Zootehnie.
1956 - Institutul Agronomic din Iași a primit numele de Institutul Agronomic „Profesor Ion Ionescu de la Brad”.
1961 – Înființarea Facultății de Medicină Veterinară.
1990 - Fostul Institut Agronomic primește titulatura de Universitatea de Științe Agricole și Medicină Veterinară (USAMV) "Ion Ionescu de la Brad" din Iași.
2021 - În conformitate cu Hotărârea de Guvern nr. 540 din 13 mai 2021, publicată în Monitorul Oficial nr. 509 din 17.05.2021,  Universitatea de Științe Agricole și Medicină Veterinară "Ion Ionescu de la Brad" din Iași devine Universitatea de Științele Vieții "Ion Ionescu de la Brad" din Iași.

## Organizare
Universitatea de Științele Vieții "Ion Ionescu de la Brad" din Iași este o instituție specializată în învățământul superior agronomic și medical veterinar, cu anvergură la nivel național și european, având ca misiune fundamentală formarea de ingineri specializați în agronomie, inginerie și management în agricultură și dezvoltare rurală, ingineria produselor alimentare, horticultură, biotehnologii agricole, ingineria mediului, zootehnie, de licențiați în biologie și de doctori medici veterinari.
Oferta academică se definește prin facultăți acreditate, domenii de studiu cu impact profesional atât în România, cât și în străinătate, calitate în educație, performanță în cercetarea științifică, mobilități europene, cariere de succes, facilități și condiții de studiu ultramoderne.
USAMV Iași oferă în cadrul celor patru facultăți următoarele specializări:
- Facultatea de Agricultură

Specializări: Agricultură, Montanologie, Exploatarea mașinilor și instalațiilor pentru agricultură și industria alimentară, Ingineria și managementul afacerilor agricole, Tehnologia prelucrării produselor agricole, Protecția consumatorului și a mediului, Biologie, Managementul și conservarea solurilor, Producerea de samânță și material de plantat, Tehnologii de agricultură ecologică, Tehnologii agricole moderne, Analiză și diagnoză în agricultură, Administrarea afacerilor agricole, Managementul dezvoltării rurale, Management în alimentație publică și agroturism, Management și audit în agricultură, Expertiză pe filiera produselor alimentare, Siguranța alimentară și protecția consumatorului, Sisteme avansate de procesare și controlul calității produselor agroalimentare, Evaluarea și conservarea biodiversității;
- Facultatea de Horticultură

Specializări: Horticultură, Peisagistică, Ingineria mediului, Biotehnologii agricole, Amenajări peisagistice urbane și teritoriale, Horticultură ecologică, Producerea semințelor și materialului săditor horticol, Protecția plantelor, Tehnologia și controlul calității băuturilor;
- Facultatea de Ingineria Resurselor Animale și Alimentare (anterior Facultatea de Zootehnie)

Specializări: Zootehnie, Piscicultură și acvacultură, Inginerie și management în alimentația publică și agroturism, Controlul și expertiza produselor alimentare, Nutriția și alimentația animalelor, Reproducție și ameliorare genetică, Managementul calității și siguranței alimentelor, Managementul producțiilor animale, Managementul exploatațiilor în acvacultură, Alimentația animalelor, Tehnologia exploatării bovinelor și cabalinelor, Tehnologia exploatării suinelor, Tehnică piscicolă, Genetică, Tehnologia exploatării păsărilor și animalelor de blană, Tehnologia exploatării ovinelor și caprinelor, Tehnologia produselor animaliere;
- Facultatea de Medicină Veterinară

Specializare: Medicina veterinară, Medicină veterinară (limba engleză).